# Niun Niggung
Niun Niggung è un album in studio del duo di elettronica tedesca Mouse on Mars. È stato pubblicato nel 1999. Ha raggiunto la posizione 76 nella classifica tedesca degli album.
Andrew Duke di Exclaim! ha dato una recensione favorevole all'album, descrivendolo come "un album che diventa immediatamente un must per gli appassionati di musica elettronica"
Wire ha nominato Niun Niggung il record dell'anno nel suo sondaggio annuale della critica. Spin l'ha inserito al numero 16 della lista "i 20 migliori album del 2000". NME lo ha nominato il 33° miglior album del 1999.

## Tracce
1. Download Sofist – 2:28
2. Download Sofist – 3:51
3. Pinwheel Herman – 4:46
4. Super Sonig Fadeout – 4:37
5. Booosc – 3:15
6. Diskdusk – 3:50
7. Gogonal – 5:09
8. Albion Rose – 3:32
9. Mompou – 1:55
10. Distroia – 5:16
11. Wald F.X. – 4:46
12. Circloid Bricklett Sprüngli – 2:18
13. Untitled – 14:37